# Jasień (Lubusz)
Pour les articles homonymes, voir Jasień.
Jasień (prononciation : [ˈjaɕeɲ]) est une petite ville située dans le powiat de Żary dans la voïvodie de Lubusz, en Pologne.
Elle est le siège administratif (chef-lieu) de la gmina appelée Gmina Jasień.
Jasień se situe à environ 17 kilomètres au nord-ouest de Żary (siège de le powiat) et 46 kilomètres au sud-ouest de Zielona Góra (siège de la diétine régionale).
Elle s'étend sur 3,05 km2 et comptait 4 376 habitants en 2010.

## Histoire

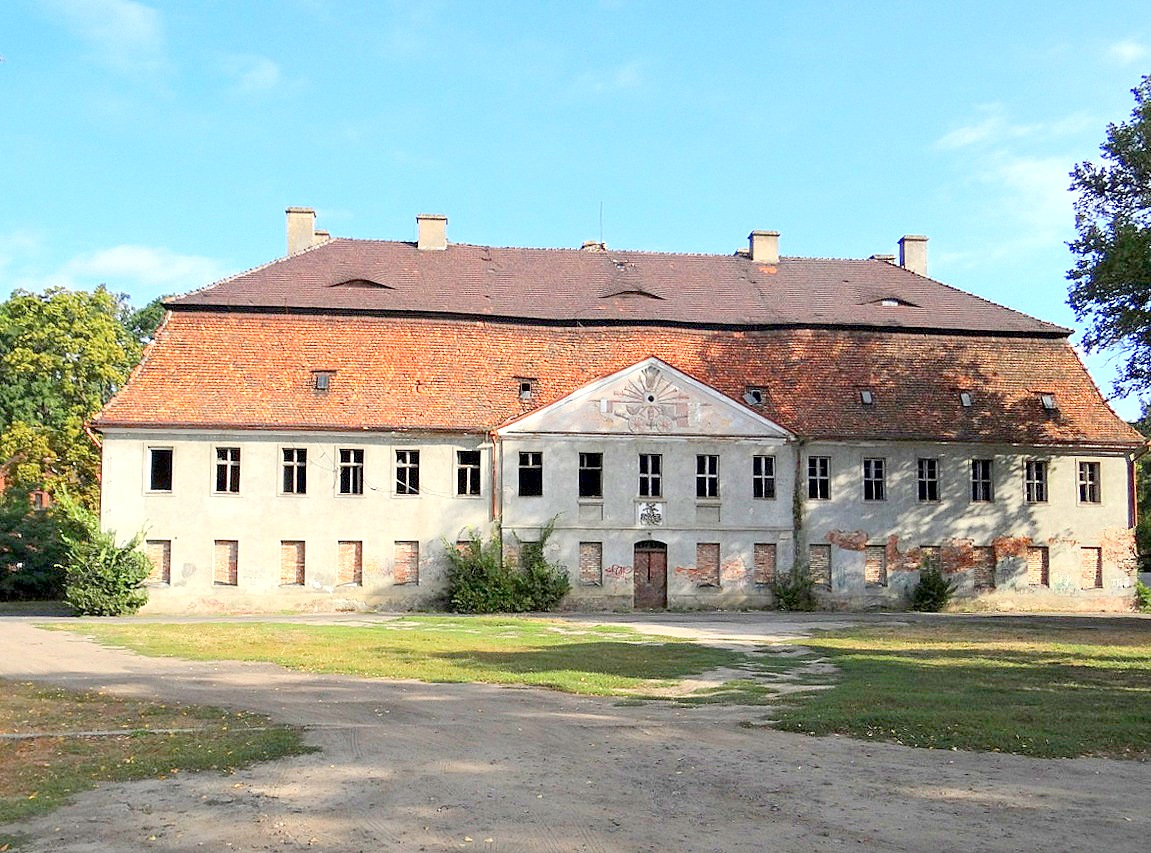
Palais du XVIIIe siècle; bunker de luxe lors de la Seconde Guerre mondiale pour les fonctionnaires allemands. À l'heure actuelle, bâtiment privé, sans plan connu pour sa reconstruction.

Le nom allemand de la ville était Gassen.
Pendant la Seconde Guerre mondiale, Jasień était l'emplacement d'un camp de travail de l'Allemagne nazie: le KL Gassen, l'un des près de cent sous-camps de Gross-Rosen, camp de concentration pour des polonais, des prisonniers de guerre soviétiques, des tchèques, et même des français, o% l'on fabriquait des pièces avion de guerre pour Focke-Wulf AG. Le camp, avec près de 700 prisonniers souffrait de malnutrition aiguë, a été exploité à partir d'août 1944 jusqu'au 13 février 1945, lorsque la main-d'œuvre restante a été envoyé sur une marche de la mort vers le camp KL Buchenwald lors de l'avance soviétique.
Après la Seconde Guerre mondiale, avec les conséquences de la Conférence de Potsdam et la mise en œuvre de la ligne Oder-Neisse, la ville est intégrée à la République populaire de Pologne. La population d'origine allemande est expulsée et remplacée par des polonais.
De 1975 à 1998, la ville est attachée administrativement à la voïvodie de Zielona Góra.

Depuis 1999, elle fait partie de la voïvodie de Lubusz.

## Relations internationales

### Jumelages
La ville a signé des jumelages ou des accords de coopération avec :
- Döbern (Allemagne).